# Silvester Komel
Silvester Komel, slovenski slikar in likovni pedagog, * 5. september 1931, Rožna Dolina, Kraljevina Italija, † 24. december 1983, Rožna Dolina, SR Slovenija.

## Življenje in delo
Rodil se je v družini uslužbenca Leopolda in gospodinje Venceslave Komel v Rožni Dolini pri Gorici. Ljudsko šolo je obiskoval v Gradišču ob Soči, nato v Ljubljani šolo za umetno obrt (1947-1952) in Akademijo za likovno umetnost in oblikovanje (1953-1958) pri profesorjih Gabrijelu Stupici in Mariju Preglju, ter leta 1968 diplomiral.
Že od leta 1958 je poučeval na osnovni šoli v Mirnu; leta 1980 se je zaradi bolezni upokojil in se povsem posvetil slikarstvu. Od zgodnjih 60-tih let 20. stoletja se je eksperimentalno ukvarjal z abstraktnim slikarstvom, še posebej ga je zanimala kraška krajina in atmosfera (Vrtača, 1960, Izbokline, 1961; Zapuščeni kamnolom, 1962; Sekvenca, 1963); v začetku 70-tih let je ustvaril impulzivno in v barvno znakovnost strjeno podobo krajine (Rušenje težnosti, 1971; Nenadno doživetje, 1971; Enkratno sporočilo, 1972). Komel je s temi deli v slovenskem slikarstvu uveljavil abstraktni iluzionizem, pri katerem je intenzivno osvetljena barva temeljno vsebinsko izrazilo. Govorico barve, ki je bila v središču njegovega zanimanja, je analitično in identifikacijsko pojmoval kot bistveno sestavino slikarskega sporočila znotraj dinamično vzburjenega kozmično doživetega prostora (Sožitje, 1981; Neusahljivi vir, 1982; Kozmično vzdušje, 1983). Komel je bil zelo ploden slikar, ustvaril je okoli 1.000 del, predvsem v olju in akrilu, številna del so v večjih formatih. Skupinsko ali samostojno je razstavljal na več deset razstavah tako v domovini kakor tudi v tujini (Ljubljana, Jesenice, Gorica, Murska Sobota, Bonn, Genova, Trst, Novi Sad, Bovec, Tolmin, Skopje, Coventry, Piombio itd.) Jeseni 2019 so mu pripravili obsežno razstavo v Galeriji Prešernovih nagrajencev v Kranju. Obsežno monografijo o slikarju in njegovem delu je napisal Stane Bernik. 